# Campionati mondiali di sci nordico 1935
I Campionati mondiali di sci nordico 1935, dodicesima edizione della manifestazione, si svolsero dal 13 al 18 febbraio a Štrbské Pleso, in Cecoslovacchia (successivamente parte del comune di Vysoké Tatry, in Slovacchia) e contemplarono esclusivamente gare maschili. Vennero assegnati cinque titoli.

## Risultati

### Combinata nordica
| Posizione | Atleta           | Nazione        | Punti  |
| --------- | ---------------- | -------------- | ------ |
| 1         | Oddbjørn Hagen   | Norvegia       | 427,60 |
| 2         | Lauri Valonen    | Finlandia      | 422,75 |
| 3         | Willy Bogner     | Germania       | 393,00 |
| 4         | Olaf Hoffsbakken | Norvegia       | -      |
| 5         | Sigurd Røen      | Norvegia       | -      |
| 6         | Johann Lahr      | Cecoslovacchia | -      |

13 febbraio

Trampolino: Jarolímek NH

Fondo: 18 km

### Salto con gli sci
| Posizione | Atleta              | Nazione  | Punti |
| --------- | ------------------- | -------- | ----- |
| 1         | Birger Ruud         | Norvegia | 231,7 |
| 2         | Reidar Andersen     | Norvegia | 228,9 |
| 3         | Alf Andersen        | Norvegia | 225,9 |
| 4         | Stanisław Marusarz  | Polonia  | -     |
| 5         | Thorstein Gundersen | Norvegia | -     |
| 6         | Kristian Johansson  | Norvegia | -     |

13 febbraio

Trampolino: Jarolímek NH

### Sci di fondo

#### 18 km
| Posizione | Atleta           | Nazione   | Tempo   |
| --------- | ---------------- | --------- | ------- |
| 1         | Klaes Karppinen  | Finlandia | 1:27:58 |
| 2         | Oddbjørn Hagen   | Norvegia  | 1:28:45 |
| 3         | Olaf Hoffsbakken | Norvegia  | 1:31:47 |
| 4         | Sigurd Vestad    | Norvegia  | -       |
| 5         | Martin Matsbo    | Svezia    | -       |
| 6         | Bjarne Iversen   | Norvegia  | -       |

15 febbraio

#### 50 km
| Posizione | Atleta            | Nazione   | Tempo   |
| --------- | ----------------- | --------- | ------- |
| 1         | Nils-Joel Englund | Svezia    | 4:14:23 |
| 2         | Klaes Karppinen   | Finlandia | 4:26:42 |
| 3         | Sverre Brohdal    | Norvegia  | 4:32:31 |
| 4         | Mikko Husu        | Finlandia | -       |
| 5         | Kilian Ogi        | Svizzera  | -       |
| 6         | Martin Matsbo     | Svezia    | -       |

17 febbraio

#### Staffetta 4x10 km
| Posizione | Nazione           | Atleti                                                           | Tempo   |
| --------- | ----------------- | ---------------------------------------------------------------- | ------- |
| 1         | Finlandia         | Mikko Husu Klaes Karppinen Väinö Liikkanen Sulo Nurmela          | 2:42:30 |
| 2         | Norvegia          | Sverre Brodahl Bjarne Iversen Olaf Hoffsbakken Oddbjørn Hagen    | 2:43:17 |
| 3         | Svezia            | Halvar Moritz Erik Larsson Martin Matsbo Nils-Joel Englund       | 2:46:53 |
| 4         | Germania          | Matthias Wörndle Herbert Leupold Walter Motz Willy Bogner        | -       |
| 5         | Cecoslovacchia I  | František Musil Jaroslav Kadavý František Šimůnek Antonín Bartoň | -       |
| 6         | Cecoslovacchia II | Gustav Berauer Franz Kraus Josef Ackermann Otto Berauer          | -       |

18 febbraio

## Medagliere per nazioni
| Posizione | Nazione   | Oro | Argento | Bronzo | Totale |
| --------- | --------- | --- | ------- | ------ | ------ |
| 1         | Norvegia  | 2   | 3       | 3      | 8      |
| 2         | Finlandia | 2   | 2       | 0      | 4      |
| 3         | Svezia    | 1   | 0       | 1      | 2      |
| 4         | Germania  | 0   | 0       | 1      | 1      |